# Broadland and Fakenham
Pour les articles homonymes, voir Broadland (homonymie).
Circonscription parlementaire de la Chambre des communes
Broadland and Fakenham est une circonscription électorale de la Chambre des communes du Royaume-Uni.
Elle est située dans le Norfolk, un comté de l'Angleterre de l'Est. Créée en 2010 sous le nom de Broadland, elle adopte son nouveau nom lors du redécoupage de 2023.

## Description
La circonscription doit son nom au district non métropolitain de Broadland, qui est lui-même nommé d'après les Broads, une région naturelle caractérisée par de nombreux lacs et rivières navigables. Elle comprend les villes de Fakenham et Aylsham.

## Histoire
La circonscription de Broadland est créée pour les élections générales de 2010 à partir des anciennes circonscriptions de Mid Norfolk, North Norfolk et Norwich North. Ses limites sont légèrement modifiées en 2023 et elle change de nom pour devenir Broadland and Fakenham.
Le Parti conservateur a systématiquement remporté ce siège depuis sa création.

## Définition légale
La définition des limites de la circonscription évolue au fil du temps.

### 2010-2024
Dans le district de Broadland, les wards d'Acle, Aylsham, Blofield with South Walsham, Brundall, Burlingham (en), Buxton (en), Coltishall, Drayton North, Drayton South, Eynesford, Great Witchingham, Hevingham, Horsford and Felthorpe, Marshes, Plumstead, Reepham, Spixworth with St Faiths (en), Taverham North, Taverham South et Wroxham.
Dans le district du North Norfolk, les wards d'Astley, Lancaster North, Lancaster South, The Raynhams, Walsingham et Wensum.

### Depuis 2024
Dans le district de Broadland, les wards d'Acle, Aylsham, Blofield with South Walsham, Brundall, Burlingham, Buxton, Coltishall, Eynesford, Great Witchingham, Hevingham, Horsford and Felthorpe, Marshes, Plumstead, Reepham, Spixworth with St. Faiths, Taverham North, Taverham South et Wroxham.
Dans le district du North Norfolk, les wards de Lancaster North, Lancaster South, Stibbard, The Raynhams et Walsingham.

## Députés
| Élection | Député        | Parti | Parti              |
| -------- | ------------- | ----- | ------------------ |
| 2010     | Keith Simpson |       | Parti conservateur |
| 2019     | Jerome Mayhew |       | Parti conservateur |

## Résultats électoraux

### Années 2010

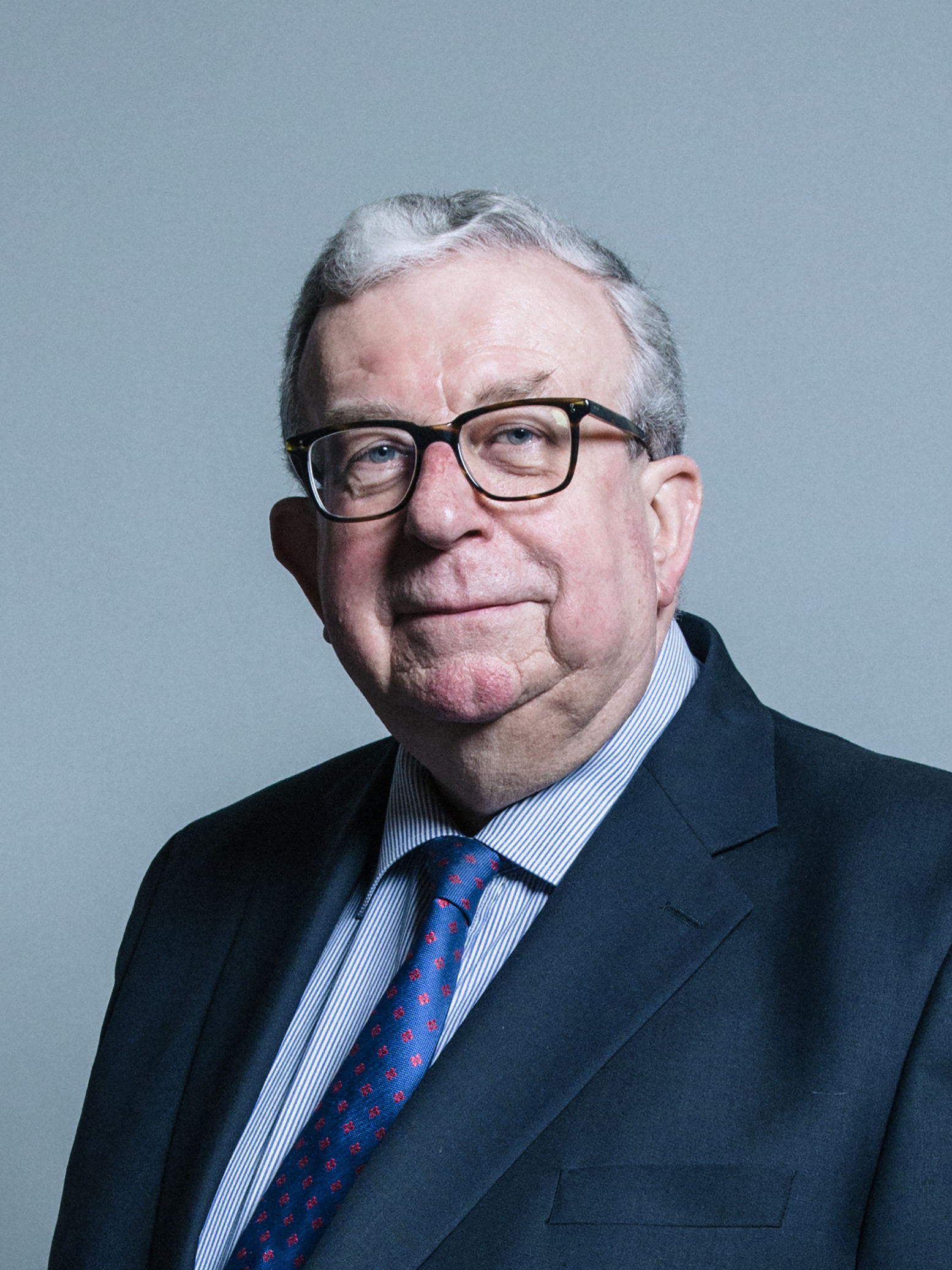
Keith Simpson, député de Broadland de 2010 à 2019.

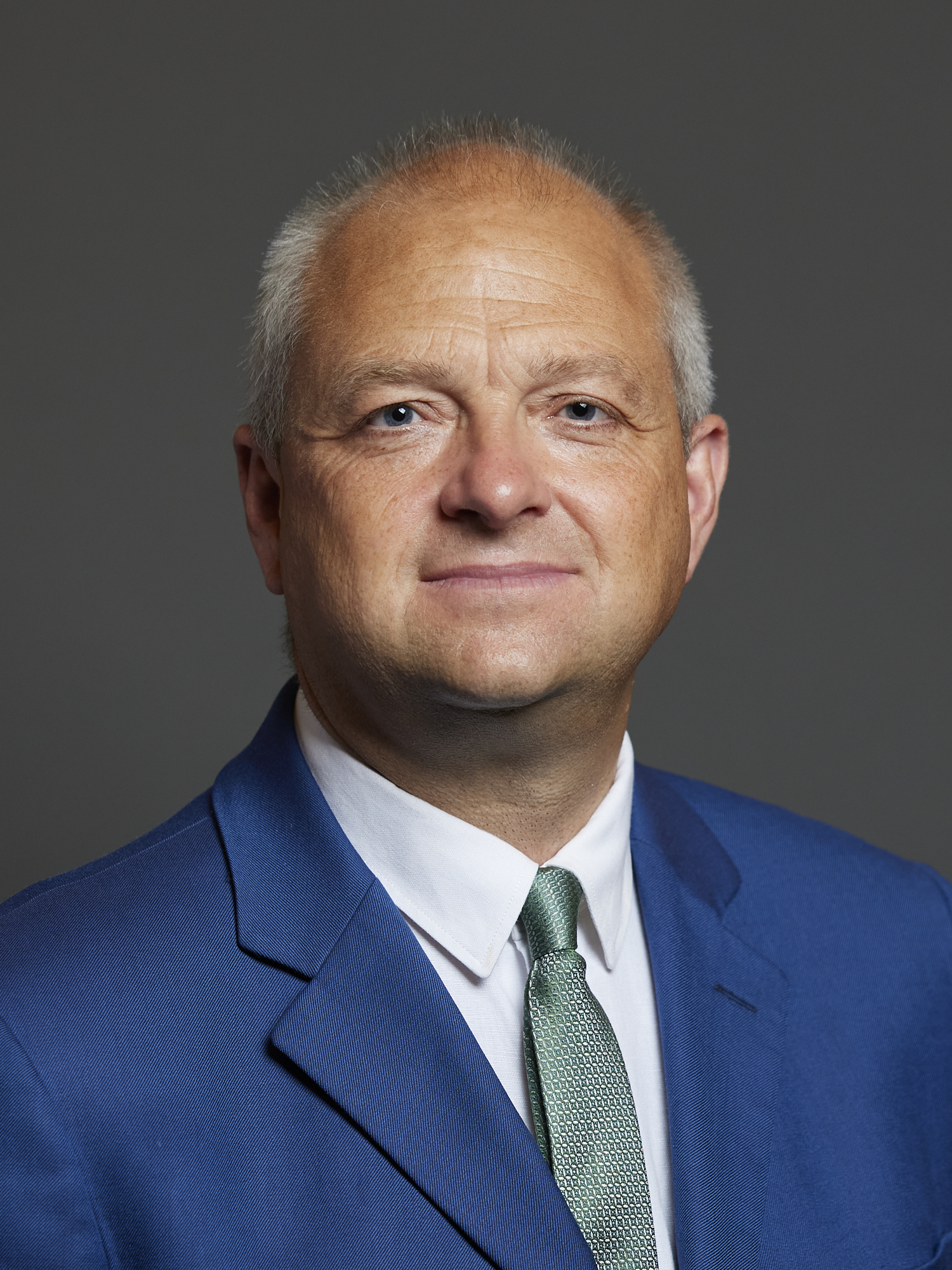
Jerome Mayhew, député de Broadland / Broadland and Fakenham depuis 2019.

| Parti         | Parti                                    | Candidat       | Vote   | Vote | Vote |
| Parti         | Parti                                    | Candidat       | Voix   | %    | ±    |
| ------------- | ---------------------------------------- | -------------- | ------ | ---- | ---- |
|               | Parti conservateur                       | Keith Simpson  | 24 338 | 46,2 | —    |
|               | Libéraux-démocrates                      | Daniel Roper   | 17 046 | 32,4 | —    |
|               | Parti travailliste                       | Allyson Barron | 7 287  | 13,8 | —    |
|               | UKIP                                     | Stuart Agnew   | 2 382  | 4,5  | —    |
|               | BNP                                      | Edith Crowther | 871    | 1,7  | —    |
|               | Parti vert                               | Susan Curran   | 752    | 1,4  | —    |
| Majorité      | Majorité                                 | Majorité       | 7 292  | 13,8 | —    |
| Participation | Participation                            | Participation  | 52 676 | 72,0 | —    |
|               | Le Parti conservateur remporte le siège. |                |        |      |      |

| Parti         | Parti                                    | Candidat       | Vote   | Vote | Vote |
| Parti         | Parti                                    | Candidat       | Voix   | %    | ±    |
| ------------- | ---------------------------------------- | -------------- | ------ | ---- | ---- |
|               | Parti conservateur                       | Keith Simpson  | 26 808 | 50,5 | 4,3  |
|               | Parti travailliste                       | Chris Jones    | 9 970  | 18,8 | 5    |
|               | UKIP                                     | Stuart Agnew   | 8 881  | 16,7 | 12,2 |
|               | Libéraux-démocrates                      | Steve Riley    | 5 178  | 9,8  | 22,6 |
|               | Parti vert                               | Andrew Boswell | 2 252  | 4,2  | 2,8  |
| Majorité      | Majorité                                 | Majorité       | 16 838 | 31,7 | 17,9 |
| Participation | Participation                            | Participation  | 53 098 | 71,1 | 0,9  |
|               | Le Parti conservateur conserve le siège. |                |        |      |      |

| Parti         | Parti                                    | Candidat       | Vote   | Vote | Vote |
| Parti         | Parti                                    | Candidat       | Voix   | %    | ±    |
| ------------- | ---------------------------------------- | -------------- | ------ | ---- | ---- |
|               | Parti conservateur                       | Keith Simpson  | 32 406 | 57,9 | 7,4  |
|               | Parti travailliste                       | Iain Simpson   | 16 590 | 29,6 | 10,8 |
|               | Libéraux-démocrates                      | Steve Riley    | 4 449  | 7,9  | 1,9  |
|               | UKIP                                     | David Moreland | 1 594  | 2,8  | 13,9 |
|               | Parti vert                               | Andrew Boswell | 932    | 1,7  | 2,5  |
| Majorité      | Majorité                                 | Majorité       | 15 816 | 28,3 | 3,4  |
| Participation | Participation                            | Participation  | 55 971 | 72,4 | 1,3  |
|               | Le Parti conservateur conserve le siège. |                |        |      |      |

| Parti         | Parti                                    | Candidat       | Vote   | Vote | Vote |
| Parti         | Parti                                    | Candidat       | Voix   | %    | ±    |
| ------------- | ---------------------------------------- | -------------- | ------ | ---- | ---- |
|               | Parti conservateur                       | Jerome Mayhew  | 33 934 | 59,6 | 1,7  |
|               | Parti travailliste                       | Jess Barnard   | 12 073 | 42,5 | 8,4  |
|               | Libéraux-démocrates                      | Ben Goodwin    | 9 195  | 16,1 | 8,2  |
|               | Parti vert                               | Andrew Boswell | 1 412  | 2,5  | 0,8  |
|               | The Universal Good Party                 | Simon Rous     | 363    | 0,6  | —    |
| Majorité      | Majorité                                 | Majorité       | 21 861 | 38,4 | 10,1 |
| Participation | Participation                            | Participation  | 56 977 | 72,9 | 0,5  |
|               | Le Parti conservateur conserve le siège. |                |        |      |      |

### Années 2020
| Parti         | Parti                                    | Candidat       | Vote   | Vote | Vote |
| Parti         | Parti                                    | Candidat       | Voix   | %    | ±    |
| ------------- | ---------------------------------------- | -------------- | ------ | ---- | ---- |
|               | Parti conservateur                       | Jerome Mayhew  | 16 322 | 33,0 | 26,1 |
|               | Parti travailliste                       | Iain Simpson   | 15 603 | 31,5 | 9,9  |
|               | Reform UK                                | Eric Masters   | 8 859  | 17,9 | —    |
|               | Libéraux-démocrates                      | Leyla Hannbeck | 5 526  | 11,2 | 4,9  |
|               | Parti vert                               | Jan Davis      | 3 203  | 6,5  | 4    |
| Majorité      | Majorité                                 | Majorité       | 719    | 1,5  | 36   |
| Participation | Participation                            | Participation  | 49 513 | 65,4 | 7    |
|               | Le Parti conservateur conserve le siège. |                |        |      |      |